# Bäjterek
Bäjterek (kaz. Бәйтерек, dosł. topola) – monument i wieża widokowa w Astanie, stolicy Kazachstanu. Budowlę ukończono w 2002 roku. Symbolizuje ona nowy status miasta Astana jako stolicy Kazachstanu, stając się jego symbolem i atrakcją turystyczną popularną wśród zagranicznych turystów, a także rodzimych Kazachów.
Wygląd pomnika ma być ucieleśnieniem kazachstańskiej opowieści ludowej o „mitycznym drzewie życia i magicznym ptaku szczęścia”. Według opowieści ptak, nazwany Samruk, włożył złożone przez siebie jajo w szczelinę między dwie gałęzie drzewa topoli będącego drzewem życia podtrzymującym niebo, tak powstało słońce. Ponad 105-metrowa struktura budowli składa się z wąskiego wału cylindrycznego poszerzającego się ku górze („drzewo”), oraz złotej kuli o średnicy 22 metrów będącej odzwierciedleniem „jajka”, zawierającej taras widokowy, oraz galerię sztuki. Autorem projektu wzniesionej budowli jest angielski architekt Norman Foster.
Wieża Bäjterek znajduje się na odwrocie każdego banknotu waluty kazachskiej – tenge, wprowadzonej w nowej serii banknotów w 2006 roku i w nowym herbie Astany, wprowadzonym w 2008 roku.